# Вічний президент КНДР
Вічні лідери Північної Кореї, офіційно Вічні лідери Чучхе Кореї, посилаються на практику надання посмертних титулів померлим лідерам Північної Кореї. Офіційна назва була встановлена рядком у преамбулі до Конституції зі змінами від 30 червня 2016 року та в наступних редакціях:
Під керівництвом Трудової партії Кореї Корейська Народно-Демократична Республіка і корейський народ шанують великих товаришів Кім Ір Сена і Кім Чен Іра як вічних лідерів «чучхе» Кореї …

## Історія назви

### Президентство Північної Кореї до 1994 року
Пост «президента Корейської Народно-Демократичної Республіки» був заснований Конституцією Північної Кореї в 1972 році. До того часу Кім Ір Сен обіймав посади прем'єра і генерального секретаря Трудової партії Кореї .
У 1972 році було встановлено президентство, і 28 грудня 1972 року Верховні народні збори, законодавчий орган Північної Кореї, обрали Кім Ір Сена на цю посаду. Кім був президентом до 1994 року, коли він помер, і посада залишилася вакантною, а його син і наступник Кім Чен Ір не отримав титул.

### «Вічний президент»
Переглянута конституція 1998 року скасувала повноваження президента та проголосила Кім Ір Сена «вічним президентом».
У преамбулі Конституції Корейської Народно-Демократичної Республіки зі змінами від 5 вересня 1998 року йдеться:
Під керівництвом Трудової партії Кореї, Корейська Народно-Демократична Республіка та корейський народ будуть високо шанувати великого лідера товариша Кім Ір Сена як вічного Президента Республіки …
Президент був де-юре головою держави Північна Корея, але його повноваження здійснював «священний лідер» державної ідеології нації під назвою чучхе. За словами Ешлі Дж. Телліса та Майкла Віллса, ця поправка до преамбули вказує на те, що Північна Корея є теократичною державою, заснованою на культі особи Кім Ір Сена. Крім того, Північна Корея прийняла календар чучхе з 1912 року — року народження Кім Ір Сена.
У Конституції 2012 року Кім Ір Сена знову було названо «вічним президентом Корейської Народно-Демократичної Республіки».

### «Вічний генеральний секретар» / «Вічний голова»
Після смерті Кім Чен Іра в конституцію в 2012 році були внесені зміни, які оголосили його вічним генеральним секретарем Трудової партії Кореї та вічним головою Комісії національної оборони. Звання лідера партії змінили на «перший секретар», хоча у 2021 році його перейменували на «Генеральний секретар».
У 2016 році шляхом внесення змін до преамбули конституції було введено звання «вічні лідери Чучхе», яке було присвоєно Кім Ір Сену та Кім Чен Іру .

## Роль глави держави в Північній Кореї після смерті Кім Ір Сена та Кім Чен Іра
Функції та повноваження, які раніше належали президенту, були розподілені між прем'єр-міністром Північної Кореї; головою Верховних Народних Зборів, головою Постійного комітету Верховних Народних Зборів; головою збройних сил, головою Комісії національної оборони (замінена Державною комісією у справах Північної Кореї в 2016 році) і верховним головнокомандувачем Корейської народної армії. Зараз ці посади обіймають Кім Ток Хун, Чхве Рьон Хе та Кім Чен Ин відповідно. 
- Смерть та державний похорон Кім Ір Сена
- Смерть та державний похорон Кім Чен Іра
- Абсолютна монархія
- Імператорський культ
- Династія Кім (Північна Корея)
- Бібліографія Кім Ір Сена
- Список речей, названих на честь Кім Ір Сена
- Північнокорейський культ особи
- Політична релігія
- Президент довічно
- Пропаганда в КНДР
- Цар-бог
- Віцепрезидент Північної Кореї